# Bufotes balearicus
El sapo balear (Bufotes viridis balearicus) es una subespecie de anfibio anuro de la familia Bufonidae.

## Descripción
Sapo robusto, con la cabeza más larga que ancha, de 67 a 83 mm los machos y 64 mm las hembras, peso de 29 g en el macho y 24,5 g la hembra. Dorso cubierto de verrugas de color de fondo blanco o blanco amarillento con manchas verdes, poco definidas y extensas en los machos, bien delimitadas y pequeñas en las hembras. Las hembras tienen un color de fondo más cremoso sobre el que destacan las manchas verdes y las verrugas rojizas, que en los machos destacan menos. Vientre granulado en ambos sexos.
Larvas de coloración negruzca o pardo oscura, con la región ventral negro azulada o blanco grisácea con o sin punteado parduzco de 44 mm de longitud total.

## Distribución
Especie endémica del Mediterráneo occidental, su área de distribución incluye las islas Baleares, Córcega, Cerdeña y centro y sur de Italia, se encuentra también en el nordeste de Sicilia, donde podría haber sido introducida. En las islas Baleares se encuentra en Mallorca, Menorca e Ibiza, este sapo es una especie introducida por el hombre. Se han encontrado en Mallorca restos fósiles de la especie datados en el Pleistoceno terminal y Holoceno.

## Hábitat
En las islas Baleares se encuentra en toda clase de hábitat, tanto naturales como alterados por el hombre. Vive en zonas arenosas litorales, regiones kársticas de la sierra de Mallorca, vegas, campos de cultivo, urbanizaciones y campos de golf.

## Amenazas
Está amenazado en general por la pérdida y degradación de los hábitat reproductivos a causa de la extracción de agua, urbanización, declive de prácticas agrícolas tradicionales y la contaminación por pesticidas, además por la fragmentación del territorio producida por la construcción de carreteras, con el consiguiente peligro de atropellos.